# Governatori della Germania (provincia romana)

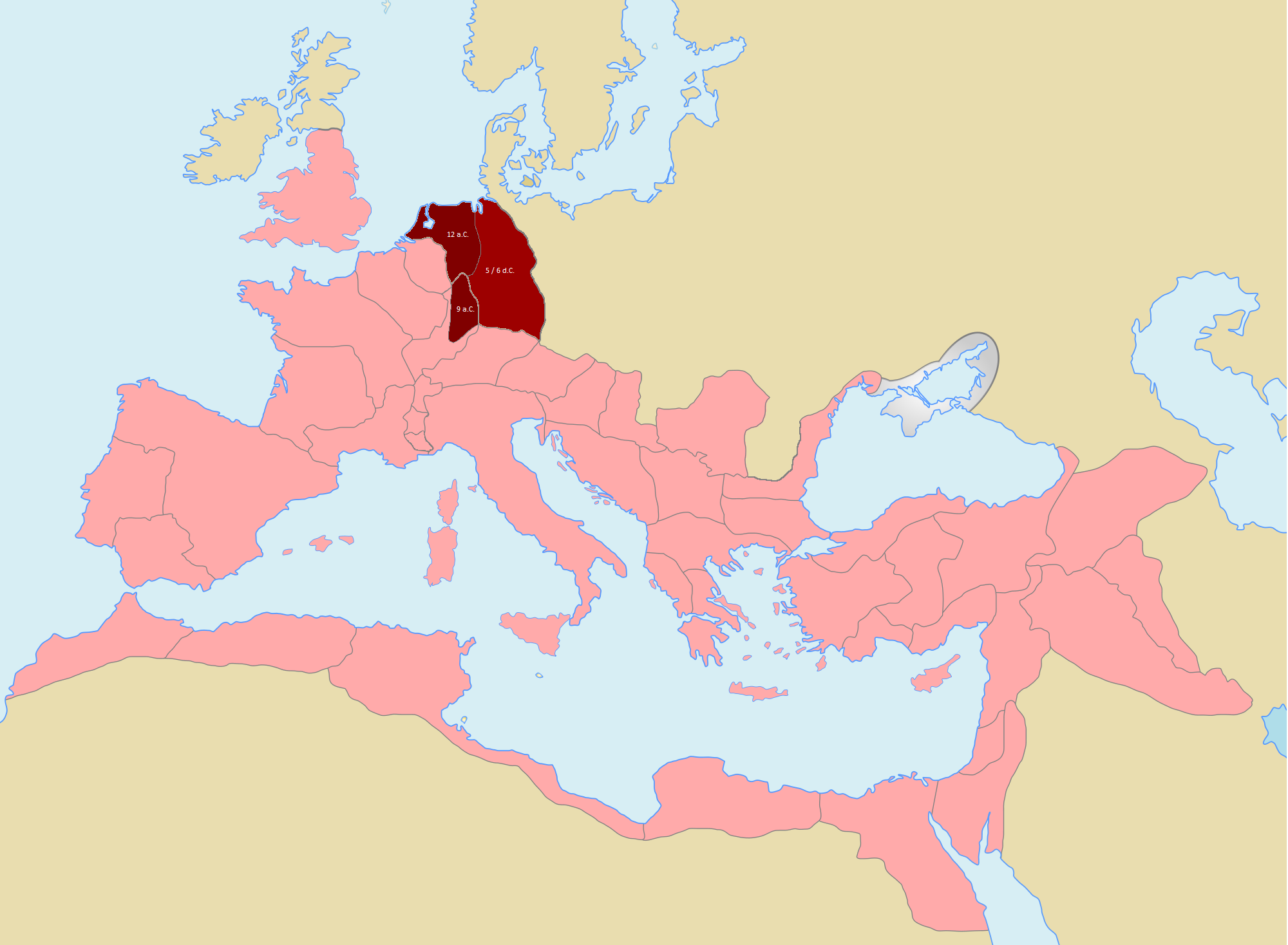
La provincia della Germania Magna (in rosso) all'interno dell'Impero romano

Questa è la lista dei governatori romani conosciuti della provincia romana della Germania Magna, localizzata nei moderni stati di Germania, Polonia, Paesi Bassi, Austria, Repubblica Ceca e Slovacchia. Dopo le prime campagne militari di Druso maggiore, la provincia venne elevata allo status di provincia romana dal fratello, e futuro imparatore, Tiberio (nel 7 a.C.).

## La provincia di Germania
Non conosciamo con certezza quale possa essere stata la forma di amministrazione della neo-provincia romana di Germania tra il 7 a.C. ed il 9 d.C. prima della clades variana. È possibile che fosse soggetta direttamente al Legatus Augusti pro praetore della Gallia Belgica ed amministrata da un suo Procurator Augusti che ne controllava i territori tra Reno e Weser (fino al 5) e poi tra Reno ed Elba dopo le campagne di Tiberio del 5 d.C. Della sua esistenza parla esplicitamente Dione. Il suo confine orientale avrebbe dovuto coincidere con il fiume Elba, fino a comprendere il potente regno boemo dei Marcomanni di Maroboduo (vedi voce occupazione romana della Germania sotto Augusto).
| EVOLUZIONE DELLE PROVINCE GERMANICHE | EVOLUZIONE DELLE PROVINCE GERMANICHE                                          | EVOLUZIONE DELLE PROVINCE GERMANICHE                                          | EVOLUZIONE DELLE PROVINCE GERMANICHE                                          | EVOLUZIONE DELLE PROVINCE GERMANICHE                                          | EVOLUZIONE DELLE PROVINCE GERMANICHE                                          | EVOLUZIONE DELLE PROVINCE GERMANICHE                                          | EVOLUZIONE DELLE PROVINCE GERMANICHE                                          |
| ------------------------------------ | ----------------------------------------------------------------------------- | ----------------------------------------------------------------------------- | ----------------------------------------------------------------------------- | ----------------------------------------------------------------------------- | ----------------------------------------------------------------------------- | ----------------------------------------------------------------------------- | ----------------------------------------------------------------------------- |
| prima della conquista romana         | Gallia transalpina (Galli)                                                    | Gallia transalpina (Galli)                                                    | Gallia transalpina (Galli)                                                    | Gallia transalpina (Galli)                                                    | Gallia transalpina (Galli)                                                    | Germania Magna (Germani)                                                      | Germania Magna (Germani)                                                      |
| dal 50 a.C.                          | Belgica                                                                       | Belgica                                                                       | Belgica                                                                       | Belgica                                                                       | Belgica                                                                       | Germania Magna (Germani)                                                      | Germania Magna (Germani)                                                      |
| dal 16 a.C.                          | Gallia Belgica (provincia romana)                                             | Gallia Belgica (provincia romana)                                             | Gallia Belgica (provincia romana)                                             | Gallia Belgica (provincia romana)                                             | Gallia Belgica (provincia romana)                                             | Germania Magna (Germani)                                                      | Germania Magna (Germani)                                                      |
| dal 12 a.C. al 7 a.C.                | Gallia Belgica (ampliata con il distr. militare della Germania fino al Weser) | Gallia Belgica (ampliata con il distr. militare della Germania fino al Weser) | Gallia Belgica (ampliata con il distr. militare della Germania fino al Weser) | Gallia Belgica (ampliata con il distr. militare della Germania fino al Weser) | Gallia Belgica (ampliata con il distr. militare della Germania fino al Weser) | Gallia Belgica (ampliata con il distr. militare della Germania fino al Weser) | Gallia Belgica (ampliata con il distr. militare della Germania fino al Weser) |
| dal 7 a.C. al 4 d.C.                 | Gallia Belgica                                                                | Gallia Belgica                                                                | Gallia Belgica                                                                | Gallia Belgica                                                                | Gallia Belgica                                                                | Germania (provincia romana fino al Weser)                                     | Germania (provincia romana fino al Weser)                                     |
| dal 4 al 9 d.C.                      | Gallia Belgica                                                                | Gallia Belgica                                                                | Gallia Belgica                                                                | Gallia Belgica                                                                | Gallia Belgica                                                                | Germania (provincia romana fino all'Elba)                                     | Germania (provincia romana fino all'Elba)                                     |
| dal 17 d.C.                          | Gallia Belgica (di cui facevano parte)                                        | Gallia Belgica (di cui facevano parte)                                        | Gallia Belgica (di cui facevano parte)                                        | Germania inf. (distr.militare)                                                | Germania sup. (distr.militare)                                                | Germania Magna (andata perduta)                                               | Germania Magna (andata perduta)                                               |

## Lista di governatori
| Lista dei Governatori romani | Lista dei Governatori romani | Lista dei Governatori romani | Lista dei Governatori romani | Lista dei Governatori romani |
| ---------------------------- | --- | --- | --- | --- |
| Anno                         | Germania Magna | Germania Magna | Germania Magna | Germania Magna |
| 13–9 a.C.                    | Druso maggiore (come proconsole della Gallia Comata e del distretto militare della Germania Magna fino al fiume Weser)            | Druso maggiore (come proconsole della Gallia Comata e del distretto militare della Germania Magna fino al fiume Weser)            | Druso maggiore (come proconsole della Gallia Comata e del distretto militare della Germania Magna fino al fiume Weser)            | Druso maggiore (come proconsole della Gallia Comata e del distretto militare della Germania Magna fino al fiume Weser)            |
| 8–7 a.C.                     | Tiberio (come legatus Augusti pro praetore della Gallia Comata e del distretto militare della Germania Magna fino al fiume Weser) | Tiberio (come legatus Augusti pro praetore della Gallia Comata e del distretto militare della Germania Magna fino al fiume Weser) | Tiberio (come legatus Augusti pro praetore della Gallia Comata e del distretto militare della Germania Magna fino al fiume Weser) | Tiberio (come legatus Augusti pro praetore della Gallia Comata e del distretto militare della Germania Magna fino al fiume Weser) |
| 6–3 a.C.?                    | Gaio Senzio Saturnino? (come legatus Augusti pro praetore)                                                                        | Gaio Senzio Saturnino? (come legatus Augusti pro praetore)                                                                        | Gaio Senzio Saturnino? (come legatus Augusti pro praetore)                                                                        | Gaio Senzio Saturnino? (come legatus Augusti pro praetore)                                                                        |
| 2–1 d.C.                     | Lucio Domizio Enobarbo (come legatus Augusti pro praetore)                                                                        | Lucio Domizio Enobarbo (come legatus Augusti pro praetore)                                                                        | Lucio Domizio Enobarbo (come legatus Augusti pro praetore)                                                                        | Lucio Domizio Enobarbo (come legatus Augusti pro praetore)                                                                        |
| 1 d.C.–3 d.C.                | Marco Vinicio (come legatus Augusti pro praetore)                                                                                 | Marco Vinicio (come legatus Augusti pro praetore)                                                                                 | Marco Vinicio (come legatus Augusti pro praetore)                                                                                 | Marco Vinicio (come legatus Augusti pro praetore)                                                                                 |
| 4–6/7                        | Gaio Senzio Saturnino (come legatus Augusti pro praetore, sotto la supervisione di Tiberio)                                       | Gaio Senzio Saturnino (come legatus Augusti pro praetore, sotto la supervisione di Tiberio)                                       | Gaio Senzio Saturnino (come legatus Augusti pro praetore, sotto la supervisione di Tiberio)                                       | Gaio Senzio Saturnino (come legatus Augusti pro praetore, sotto la supervisione di Tiberio)                                       |
| 7–9                          | Publio Quintilio Varo (come legatus Augusti pro praetore)                                                                         | Publio Quintilio Varo (come legatus Augusti pro praetore)                                                                         | Publio Quintilio Varo (come legatus Augusti pro praetore)                                                                         | Publio Quintilio Varo (come legatus Augusti pro praetore)                                                                         |
| 9–12                         | Tiberio (come proconsole) | Tiberio (come proconsole) | Tiberio (come proconsole) | Tiberio (come proconsole) |
| 13–16                        | Germanico Giulio Cesare (come proconsole)                                                                                         | Germanico Giulio Cesare (come proconsole)                                                                                         | Germanico Giulio Cesare (come proconsole)                                                                                         | Germanico Giulio Cesare (come proconsole)                                                                                         |